# Hennertsgraben
Der Hennertsgraben ist ein rechter, periodischer Zufluss des Mains im Landkreis Aschaffenburg in Unterfranken.

## Verlauf
Der Hennertsgraben beginnt als stehendes Gewässer südwestlich von Strietwald. Dort fließen ihm einige kleine Bäche von der Bundesautobahn 3 kommend zu. Der Hennertsgraben verläuft vorbei am Weinberg und unterquert die Bundesstraße 8 an der Anschlussstelle Aschaffenburg West der A 3. Er mündet in der Nähe vom Mainparksee an der Stockstädter Autobahnbrücke in den Main.